# (7988) Pucacco
(7988) Pucacco est un astéroïde de la ceinture principale.

## Description
(7988) Pucacco est un astéroïde de la ceinture principale. Il fut découvert le 2 mars 1981 à Siding Spring par Schelte J. Bus. Il présente une orbite caractérisée par un demi-grand axe de 2,36 UA, une excentricité de 0,22 et une inclinaison de 2,9° par rapport à l'écliptique.

## Compléments